# Ouled Driss
Ouled Driss est une commune de la wilaya de Souk Ahras en Algérie.

## Géographie

### Situation
Le territoire de la commune d'Ouled Driss se situe au nord de la wilaya de Souk Ahras.
| Mechroha   | ? (Wilaya d'El Tarf) | Aïn Zana          |
| Mechroha   | Ouled Driss          | Aïn Zana, Khedara |
| Souk Ahras | Ouillen              | Ouillen           |

### Localités de la commune
La commune d'Ouled Driss est composée de vingt-neuf localités :
- Ach Agueb
- Aïn El Ochrek
- Aïn Matmour
- Bit El Mel
- Bouamira
- Bouchahda
- Chaab Enouaïl
- El Boulaïdi
- El Feddène
- El Ghorra
- El Guerria
- El Hdeb
- El Melha
- El Mssène
- Eremali
- Ezaatria
- Ezehila
- Guerid El Kerrioua
- Hamman Ouled Zaïd (chef lieu de la commune)
- Hoffret Moussa
- Ksar Elatach
- Lemchraa
- Madjen Ziad
- Mesmouha
- Ras El Oued
- Yacoub I
- Yacoub II
- Zemmour I
- Zemmour II

## Administration
En février 2020, le maire de la ville est relevé de ses fonctions par le wali en raison des poursuites judiciaires dont il fait l’objet, notamment pour « dilapidation de deniers publics et abus de fonction ».